# غاي بارنيا
غاي بارنيا (بالعبرية: גיא ברנע‏) (مواليد 9 سبتمبر 1987) هو سبّاح إسرائيلي، مثّل بلاده في الألعاب الأولمبية الصيفية 2008.

## روابط خارجية
غاي بارنيا على موقع الاتحاد الدولي للسباحة (الإنجليزية)
- غاي بارنيا على موقع SwimRankings.net (الإنجليزية)
- غاي بارنيا على موقع اللجنة الأولمبية الدولية (الإنجليزية)
- غاي بارنيا على موقع أوليمبيديا (الإنجليزية)